# 臺南市東區裕文國民小學
臺南市東區裕文國民小學，位於臺灣臺南市東區，位於虎尾寮重劃區內，在裕文路上鄰近有臺南市東區復興國民小學、台南市立復興國民中學。創校宗旨為紓解復興國小的龐大學生人數。

## 外部連結
- 臺南市東區裕文國民小學 （页面存档备份，存于）